# No London Today
Pour plus de détails, voir Fiche technique et Distribution.
No London Today est un documentaire français réalisé par Delphine Deloget et sorti en 2008.

## Synopsis
À Calais, cinq jeunes réfugiés attendent de saisir l'occasion de passer clandestinement en Angleterre.

## Fiche technique
- Titre : No London Today
- Réalisation : Delphine Deloget
- Scénario, photographie, son, montage : Delphine Deloget
- Production : Injam Production
- Pays de production :  France
- Genre : documentaire
- Durée : 77 minutes
- Date de sortie : France - 20 mai 2008

## Sélections
- Festival de Cannes 2008 (programmation de l'ACID[1]
- Cinéma du réel 2012[2]